# 하세-민코프스키 정리
수론에서 하세-민코프스키 정리(영어: Hasse–Minkowski theorem)는 수체에 대한 이차 형식의 동치에 대한 정리다. 이 정리에 따르면, 수체에 대한 두 이차형식이 모든 곳에서 국소적으로 동치이면 대역적으로도 동치이다. 이는 수론에서의 국소-대역 원리(local–global principle)의 대표적인 예이다.

## 정의
대수적 수체 {\displaystyle K}에 대한 두 이차 형식 {\displaystyle p_{1},p_{2}}가 주어졌다고 하자. 그렇다면 다음 두 명제는 서로 동치이다.
- {\displaystyle K}에 대하여 {\displaystyle p_{1}}과 {\displaystyle p_{2}}는 동치이다.
- {\displaystyle K}의 모든 완비화(실수, 복소수, p진수)에 대하여 {\displaystyle p_{1},p_{2}}는 동치이다.

따라서, 일반적인 수체에 대한 이차 형식의 분류는 완비체 실수·복소수·p진수(의 대수적 확대)에 대한 이차 형식들의 분류로 귀결된다. 이는 다음과 같다.
- 실수 이차형식은 차원과 부호수(signature)에 따라 완전히 분류된다.
- (비퇴화) 복소 이차형식은 차원에 따라 완전히 분류된다.
- p진수(의 대수적 확대)에 대한 이차형식은 차원과 하세 불변량(Hasse invariant)에 따라 완전히 분류된다.

또한, 대수적 수체를 넘어서 일반적인 대역체에 대하여서도 하세-민코프스키 정리가 성립한다. 이 경우 함수체들의 완비화(국소체)에 대하여 이차형식들을 비교해야 한다.

## 역사
헤르만 민코프스키가 유리수체에 대한 경우를 증명하였고, 헬무트 하세가 이를 일반적인 대수적 수체에 대하여 확장하였다.

## 참고 문헌
- Kitaoka, Yoshiyuki (1993). 《Arithmetic of quadratic forms》. Cambridge Tracts in Mathematics (영어) 106. Cambridge University Press. ISBN 0-521-40475-4. Zbl 0785.11021.
- Serre, Jean-Pierre (1973). 《A course in arithmetic》. Graduate Texts in Mathematics (영어) 7. Springer. ISBN 0-387-90040-3. Zbl 0256.12001.